# Анна фон Пфалц-Зимерн
Анна фон Пфалц-Зимерн-Цвайбрюкен (на немски: Anna von Pfalz-Simmern-Zweibrücken; * 1413; † сл. 1468) от фамилията Вителсбахи, е принцеса от Пфалц-Зимерн-Цвайбрюкен и чрез женитба графиня на Моерс и Сарверден в Елзас.

## Произход
Тя е дъщеря на пфалцграф и херцог Стефан фон Пфалц-Зимерн-Цвайбрюкен (1385 – 1459) и съпругата му графиня Анна фон Велденц (1390 – 1439), дъщеря наследничка на граф Фридрих III фон Велденц.

## Фамилия
Анна се омъжва на 10 март 1435 г. в Хайделберг за граф Винценц фон Мьорс († 10 април 1500, Кьолн), син на граф Фридрих IV фон Мьорс и Сарверден (1378 – 1448) и съпругата му Енгелберта фон Клеве (1376 – 1458), дъщеря на граф Адолф III фон Марк. Те имат децата:
- Елизабет († пр. 29 януари 1493), омъжена на 20 декември 1456 за граф Освалд I ван ден Бергх (1442 – 1506)
- Фридрих V († 1472 или 1498), граф на Мьорс и Сарверден, женен за Елизабет фон Родемахерн
- Валбурга (1440 – 1483), омъжена за граф Филип I дьо Крой-Шимай (1437 – 1482)